# Thayawthadangyi Kyun
Thayawthadangyi Kyun är en ö i Myanmar.   Den ligger i regionen Taninthayiregionen, i den södra delen av landet, 800 km söder om huvudstaden Naypyidaw. Arean är 120 kvadratkilometer.
Terrängen på Thayawthadangyi Kyun är lite kuperad. Öns högsta punkt är 523 meter över havet. Den sträcker sig 19,3 kilometer i nord-sydlig riktning, och 20,4 kilometer i öst-västlig riktning.